# Шарлота Бронте
Шарлота Бронте (енгл. Charlotte Brontë; Торнтон, 21. април 1816 — Хаворт, 31. март 1855) била је енглеска списатељица и најстарија од три сестре Бронте, чија се дела сматрају врхунцима енглеске књижевности.

## Живот и рад
Шарлота Бронте је рођена у Торнтону у Јоркширу, Енглеска, као треће од шесторо деце, од оца Патрика Бронтеа (бивши „Патрик Брунти“), ирског порекла и његове жене, Марије Бранвел. У априлу 1820. породица Бронте се одселила у Хаворт, где је Патрик радио и служио мису као католички свештеник. Марија Бранвел Бронте је умрла од рака 15. септембра 1821, оставивши петоро кћери и сина на одгајање својој сестри Елизабет Бранвел. Августа 1824, Шарлота је са још три своје сестре послата на школовање у „Daughters' School“ (за коју кажу да је утицала на представљање Lowood школе у њеном делу Џејн Ејр). Лоше услове је Шарлота успела да издржи и преживи, али је утицало на њено здравље, што на физичком, тако и на психичком, преживљавајући смрт њених двеју старијих сестара, Марије (рођене 1814) и Елизабет (рођене 1815), које су умрле од туберкулозе године 1825, убрзо после напуштања школе.
Кући, преживела деца - Бранвел, Емили, и Ен – била су инспирисана очевом библиотеком опремљеном писцима као што су Волтер Скот, Лорд Бајрон, 1001 ноћ итд. Заједно су почели измишљати приче и непозната краљевства. Шарлота и Бранвел су написали причу о својој измишљеној земљи, Ангрији, док су Емили и Ен писали чланак о својој измишљеној земљи под називом Гондал. Неке саге тих прича и дан данас постоје и буде радозналост историчара и биографа зато што откривају начин размишљања породице Бронте у својим најранијим годинама.
Шарлота је наставила своје школовање у школи „Roe Head“ од 1831. до 1832, где је срела истомишљенике и будуће пријатеље, Елен Наси и Мери Тејлор. Шарлота се вратила у школу, али овог пута као учитељица од 1835. до 1838. Године 1839. она је узела прву од многих позиција као гувернанта разних породица у Јоркширу, и то је радила све до 1841. 1842. она и Емили су отпутовале до Брисела. Због путничких трошкова, Шарлота је подучавала енглески језик, а Емили музику. Убрзо је искрсао проблем и њих две су се вратиле кући због смрти њихове тетке Елизабет Бранвел, која им се придружила у породици после смрти њихове мајке, преминувши у октобру, 1842. Шарлота се вратила сама у Брисел, јануара 1843, да би прихватила место учитељице. Њен други боравак тамо није био баш посебно срећан; била је усамљена и недостајала јој је кућа. Коначно се вратила кући јануара 1844. и касније нашла инспирацију у догађајима у Бриселу за свој роман „Професор“.
Маја 1846, Шарлота, Емили, и Ен издале су колекцију поезије под псеудонимом. Упркос чињеници да књига није привукла неку посебну пажњу (продате су само две копије) сестре су наставиле да пишу своја следећа дела. Шарлота је наставила под својим именом „Currer Bell'</nowiki> када је издала своја два прва романа.
Њени романи су:
- Џејн Ејр, издат 1847.
- Ширли, издат 1849.
- Вилет, издат 1853.
- Професор, написала је пре Џејн Ејр али га је одбило више издавача тако да је објављен тек постхумно 1857.

Доста се спекулисало у оно време да ли је Currer Bell стварно био мушко или женско.
Шарлотина дела су писана веома емоционалним стилом, посебно роман "Џејн Ејр". У своје време изазвао је праву буру описом љубавне страсти која јунакиња осећа према господину Рочестеру и њеним поносним и независним ставом. Њен следећи роман "Ширли" описује друштвене односе у Енглеској током индустријализације и одликује се снажном, одлучном јунакињом каква је ондашњој књижевности била крајње неубичајена. "Вилет", заснован на Шарлотиним сећањима на Брисел, данашња критика сматра студијом женске емоционалне репресије.
Шарлотин брат, Бранвел, једини син у породици, умро је од хроничног бронхитиса изазваног пићем, у септембру 1848, мада је Шарлота била убеђена да је за његову смрт крива туберкулоза. Емили и Ана су обе умрле од туберкулозе децембра 1848. и маја 1849,.
Шарлота и њен отац су сада остали сами. Због успеха њеног романа Џејн Ејр, издавачи су је убедили да посети Лондон, где је открила свој прави идентитет и где је почела да се креће у мало већим друштвеним слојевима, спријатељивши се са тадашњим великим енглеским писцима. Упркос свему, никад није напустила Хаворт више од пар недеља.
Јуна 1854, Шарлота се удала за Артура Бела Николса, очевог помоћника. Она је умрла девет месеци касније током своје прве трудноће. На сертификату умрлице пише као узрок смрти туберкулоза, али данас се појављују и докази да је можда умрла и од тифуса. Шарлота је сахрањена испред цркве „St. Michael“ у Хаворту у Енглеској.